# 多什塔特鄉

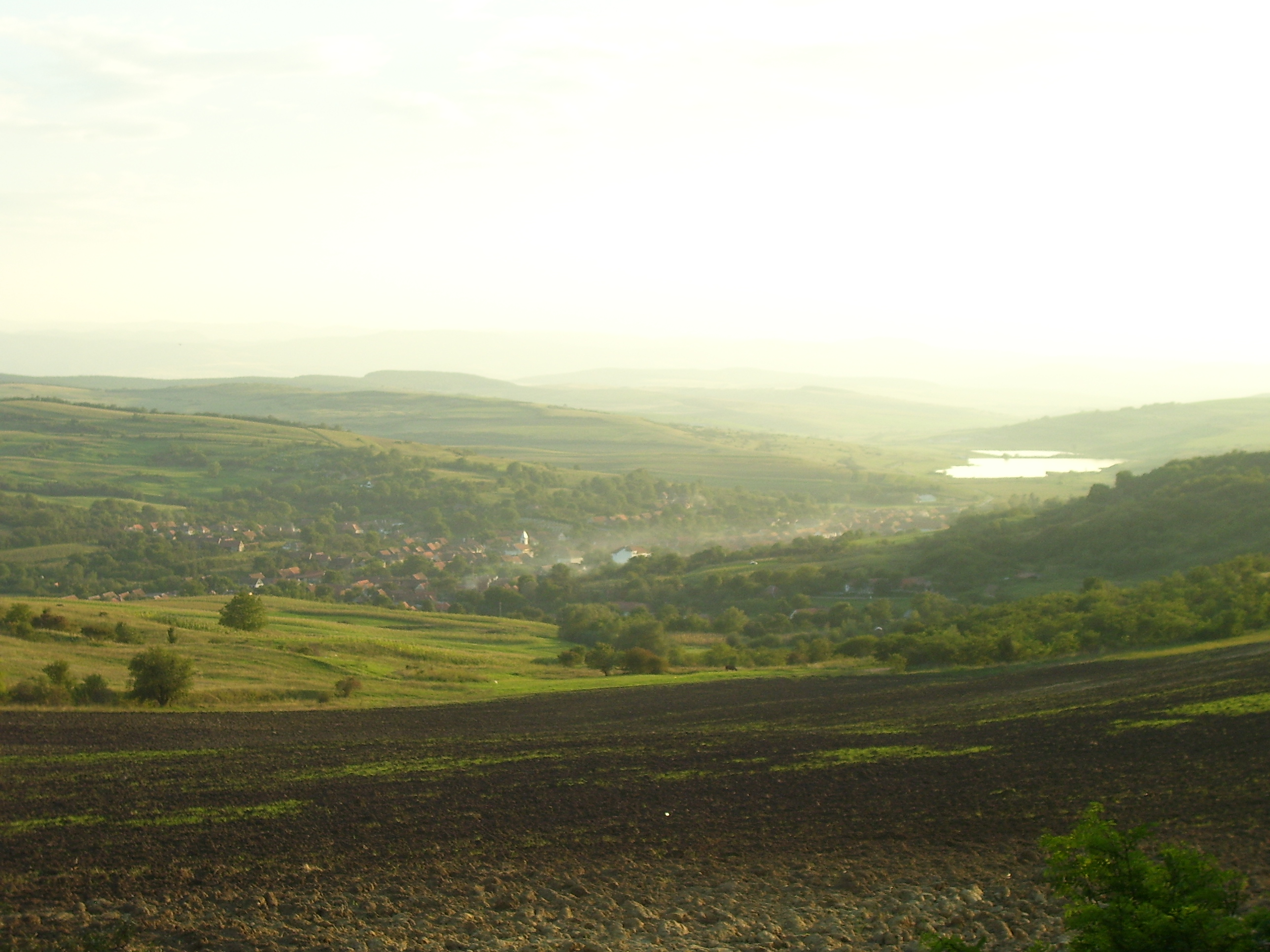

46°1′N 23°40′E / 46.017°N 23.667°E
多什塔特鄉（羅馬尼亞語：Comuna Doștat, Alba），是羅馬尼亞的鄉份，位於該國中部，由阿爾巴縣負責管轄，面積44平方公里，海拔高度501米，2011年人口956，人口密度每平方公里25人。